# 加尔冈
加尔冈（法語：Galgan，法語發音：[ɡalɡɑ̃]）是法国阿韦龙省的一个市镇，属于鲁埃格自由城区。

## 地理
加尔冈（44°30'10"N, 2°10'44"E）面积20.37 平方千米，位于法国奧克西塔尼大區阿韦龙省，该省份为法国南部内陆省份，位于法國中央高原南部，北起顺时针与康塔爾省、洛泽尔省、加尔省、埃罗省、塔恩省、塔恩-加龙省和洛特省接壤。
与加尔冈接壤的市镇（或旧市镇、城区）包括：莱萨尔布、欧班、德吕勒、蒙巴藏、佩吕斯勒罗克、瓦尔泽格、沃雷耶。

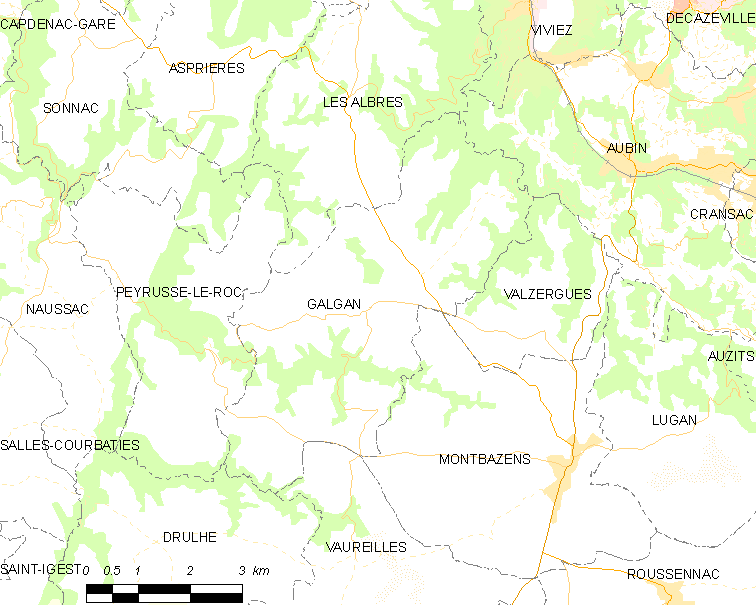
加尔冈的OSM定位图

加尔冈的时区为UTC+01:00、UTC+02:00（夏令时）。

## 行政
加尔冈的邮政编码为12220，INSEE市镇编码为12108。

## 政治
加尔冈所属的省级选区为洛特-蒙巴济努瓦县。

## 人口

1962-2008年间加尔冈人口变化图示

加尔冈于2022年1月1日时的人口数量为367人。